# Mic Sokoli
Mic Sokoli (geb. 1839 in Fang bei Bujan, Osmanisches Reich, heute Gemeinde Tropoja in Nordalbanien; gest. 20. April 1881 bei Slivova, heutiges Kosovo) war ein albanischer Nationalist und Unabhängigkeitskämpfer. Er gehörte der Liga von Prizren an, die sich für eine Autonomie albanisch besiedelter Gebiete im Osmanischen Reich einsetzte.
Als Anführer von Guerilla-Truppen war Mic Sokoli an einigen Kämpfen beteiligt, wie beispielsweise dem Aufstand von Gjakova gegen Mehmet Ali Pascha. Auch gegen montenegrinische Truppen führte er in Plav und Gusinje Kämpfe (siehe Schlacht von Nokšić). Entscheidende Berühmtheit sowie Verehrung hat Mic Sokoli jedoch durch die Schlacht beim Dorf Slivova nahe Ferizovići (heute Ferizaj) erlangt. Hierbei stellte er sich mit seiner Brust vor eine Kanone der osmanischen Armee, welche ihn in der Folge traf und tötete.

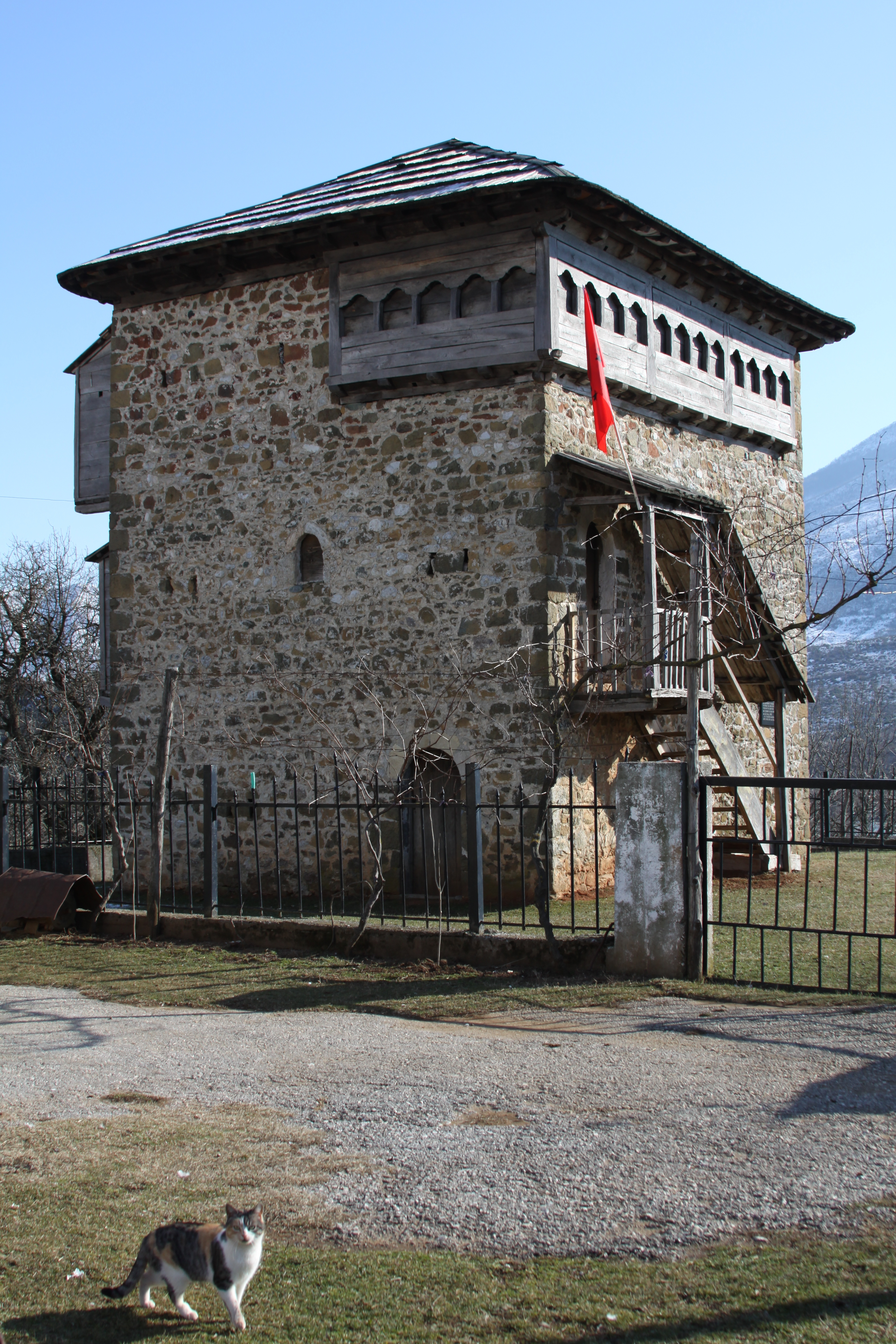
Kulla von Mic Sokoli in Tropoja

Mic Sokoli erhielt die Auszeichnung „Heroi i Popullit“, welche die höchste ist, die vom albanischen Staat verliehen wird. Des Weiteren ist er auf dem Stadtwappen von Ferizaj abgebildet.
Die Kulla von Mic Sokoli, der Wohnturm der Familie, kann an seinem Geburtsort noch heute besichtigt werden. In den 1970er Jahren ist das stark verfallene Gebäude anlässlich des hundertsten Jahrestags der Liga von Prizren restauriert und in ein Museum umgewandelt worden.